# Rainbow Parade
Rainbow Parade fue una serie de 26 cortometrajes de animación producidos por Van Beuren Studios y distribuida a los cines por RKO entre 1934 y 1936. Esta fue la última serie producida por Van Beuren.
Muchos de los cortometrajes narraban historias independientes, sin personajes recurrentes, pero varias de las películas incluyeron algunos personajes del estudio como los loros de Parrotville, Molly Moo-Cow, Toonerville Trolley y El gato Félix. Esta serie fue comprada por Commonwealth Pictures en 1941 y más tarde fue sindicada por la televisión. El cortometraje The Merry Kittens de 1935 fue utilizado en un episodio de la serie The Wubbcast. Thunderbean Animation lanzó una colección de los primeros dibujos animados de Rainbow Parade en DVD en 2009. La segunda mitad de la serie se encuentra disponible en los negativos originales publicados por Image DVD / Blackhawk Films / Film Preservation Asociados.

## Filmografía
Los primeros 13 cortometrajes en la serie fueron producidos en Cinecolor de dos tiras. A partir de 'Molly Moo and the Butterflies', el resto de la serie se produjo en Technicolor de tres tiras.
|                                                       |                          |                             |  |  |
| Título                                                | Fecha                    | Director                    |  |  |
| Pastry Town Wedding                                   | 27 de julio de 1934      | Burt Gillett Ted Eshbaugh   |  |  |
| The Parrotville Fire Department                       | 14 de septiembre de 1934 | Burt Gillett Steve Muffatti |  |  |
| The Sunshine Makers                                   | 11 de enero de 1935      | Burt Gillett Ted Eshbaugh   |  |  |
| Parrotville Old Folks                                 | 25 de enero de 1935      | Burt Gillett Tom Palmer     |  |  |
| Japanese Lanterns                                     | 8 de marzo de 1935       | Burt Gillett Ted Eshbaugh   |  |  |
| Spinning Mice                                         | 5 de abril de 1935       | Burt Gillett Tom Palmer     |  |  |
| A Picnic Panic (a.k.a. The Stupid Teapot)             | 3 de mayo de 1935        | Burt Gillett Tom Palmer     |  |  |
| The Merry Kittens                                     | 31 de mayo de 1935       | Burt Gillett Shamus Culhane |  |  |
| Parrotville Post-Office                               | 28 de junio de 1935      | Burt Gillett Tom Palmer     |  |  |
| Rag Dog                                               | 19 de julio de 1935      | Burt Gillett                |  |  |
| The Hunting Season                                    | 19 de agosto de 1935     | Burt Gillett Tom Palmer     |  |  |
| Scotty Finds a Home                                   | 23 de agosto de 1935     | Burt Gillett                |  |  |
| Bird Scouts                                           | 20 de septiembre de 1935 | Burt Gillett Tom Palmer     |  |  |
| Molly Moo-Cow and the Butterflies                     | 15 de noviembre de 1935  | Burt Gillett Tom Palmer     |  |  |
| Molly Moo-Cow and the Indians                         | 15 de noviembre de 1935  | Burt Gillett Tom Palmer     |  |  |
| Molly Moo-Cow and Rip Van Winkle                      | 17 de diciembre de 1935  | Burt Gillett Tom Palmer     |  |  |
| Toonerville Trolley                                   | 17 de enero de 1936      | Burt Gillett Tom Palmer     |  |  |
| Felix the Cat in "The Goose That Laid the Golden Egg" | 7 de febrero de 1936     | Burt Gillett Tom Palmer     |  |  |
| Molly Moo-Cow and Robinson Crusoe                     | 28 de febrero de 1936    | Burt Gillett Tom Palmer     |  |  |
| Neptune Nonsense                                      | 20 de marzo de 1936      | Burt Gillett Tom Palmer     |  |  |
| Bold King Cole                                        | 29 de mayo de 1936       | Burt Gillett                |  |  |
| A Waif's Welcome                                      | 19 de junio de 1936      | Tom Palmer                  |  |  |
| Trolley Ahoy                                          | 3 de julio de 1936       | Burt Gillett                |  |  |
| Cupid Gets His Man                                    | 24 de julio de 1936      | Tom Palmer                  |  |  |
| It's a Greek Life                                     | 2 de agosto de 1936      | Dan Gordon                  |  |  |
| Toonerville Picnic                                    | 2 de octubre de 1936     | Burt Gillett                |  |  |

- Datos: Q7284681
- Multimedia: Rainbow Parade / Q7284681